# Safia sinalva
Safia sinalva är en fjärilsart som beskrevs av William Schaus 1921. Safia sinalva ingår i släktet Safia och familjen nattflyn. Inga underarter finns listade.